# Білоусівка (річка)
Білоусівка, Балка Рацина — річка в Україні у Вознесенському районі Миколаївської області. Ліва притока річки Південного Бугу (басейн Південного Бугу).

## Опис
Довжина річки приблизно 24,13 км, найкоротша відстань між витоком і гирлом — 20,04 км, коефіцієнт звивистості річки — 1,20. Формується декількома струмками та загатами. У верхів'ях річка пересихає.

## Розташування
Бере початок на північно-західній околиці селища Вознесенське. Спочатку тече переважно на південний схід через село Григорівське, далі тече переважно на південний захід через село Трудове та через південно-східну околицю села Дорошівки. На північній стороні від села Дмитрівки впадає в річку Південний Буг.

## Цікаві факти
- Біля гирла річку перетинає автошлях Р06[2] (автомобільний шлях національного значення на території України. Проходить територією Кіровоградської та Миколаївської областей через Благовіщенське — Вознесенськ — Миколаїв.).
- У XX столітті на річці існували молочно,- птахо-тваринні ферми (МТФ, ПТФ), газгольдери та газові свердловини[1].